# Rhaconotus formosanus
Rhaconotus formosanus är en stekelart som beskrevs av Watanabe 1934. Rhaconotus formosanus ingår i släktet Rhaconotus och familjen bracksteklar. Inga underarter finns listade i Catalogue of Life.